# اچ‌ک‌اس اینک.
اچ‌ک‌اس اینک. (به انگلیسی: .HKS inc) سومین شرکت بزرگ معماری ایالات متحده آمریکا و نهمین شرکت بزرگ معماری جهان است.
این شرکت که در دالاس، تگزاس مرکزیت دارد، در سال ۲۰۰۸ میلادی ۱۴۰۰ نفر در ۲۴ دفتر در جهان در استخدام داشت.
اچ ک اس در ۱۹۳۹ توسط Harwood K. Smith تأسیس گردید. او از دانش آموختگان دانشگاه تگزاس A&M است.
از پروژه‌های مهم این شرکت معماری می‌توان امریکن ایرلاینز سنتر و طرح جدید ورزشگاه باشگاه فوتبال اف سی لیورپول در انگلیس را نام برد.

## نگارخانه برخی آثار

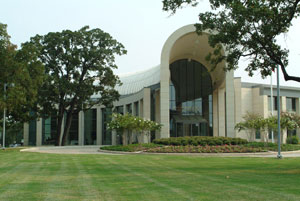
بنیاد جان هگلر، دانشگاه تگزاس A&M
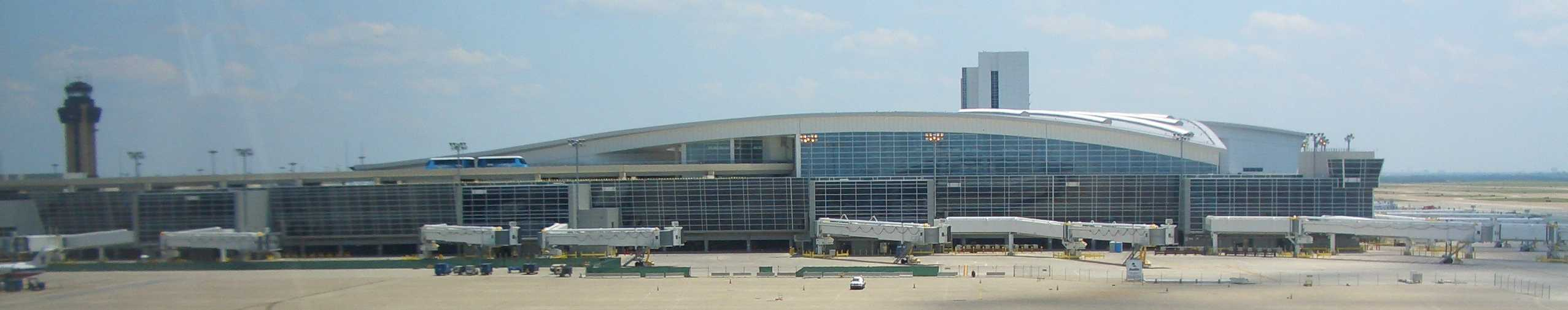
فرودگاه بین‌المللی دالاس-فورت ورث، پایانه D
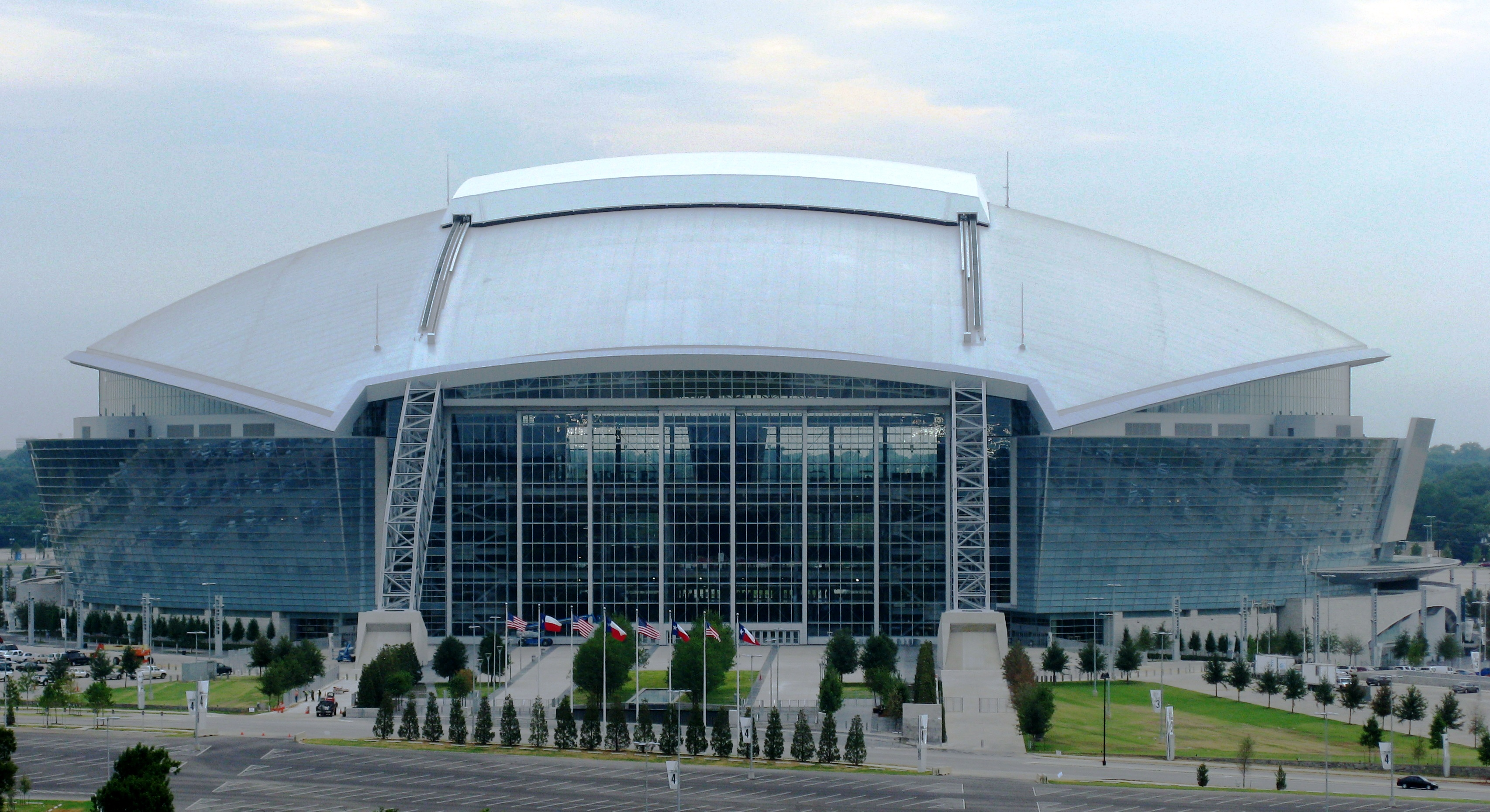
ورزشگاه کاوبویز، تگزاس
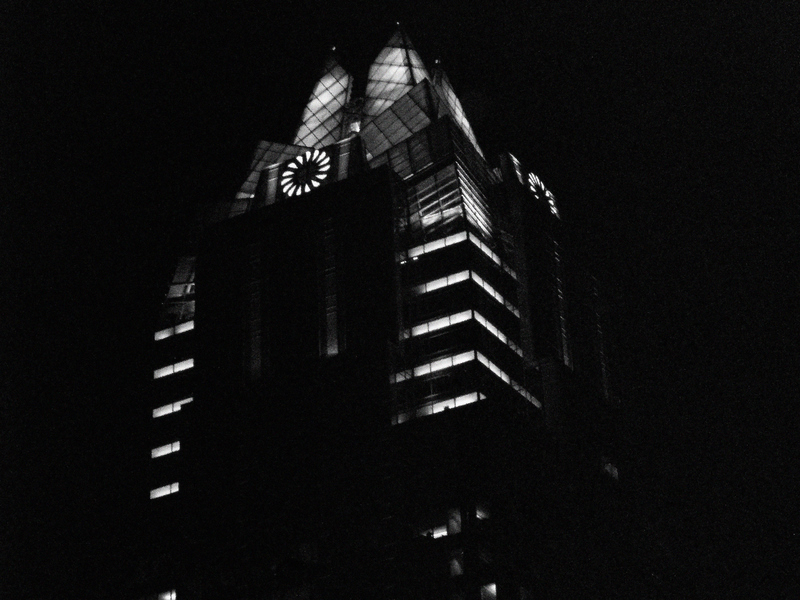
برج بانک فراست، از بلندترین برج‌های شهر آستین، تگزاس